# Bad Saarow
Bad Saarow (letteralmente: «Saarow Terme») è un comune di 6 546 abitanti del Brandeburgo, in Germania.

Appartiene al circondario dell'Oder-Sprea ed è capoluogo della comunità amministrativa dello Scharmützelsee.

## Geografia antropica
Appartengono al comune di Bad Saarow le frazioni (Ortsteil) di Neu Golm e Petersdorf.
Ogni frazione è amministrata da un "consiglio locale" (Ortsbeirat) di tre membri e da un "presidente di frazione" (Ortsvorsteher).

## Società

### Evoluzione demografica
- Sviluppo della popolazione dal 1875 entro gli attuali confini (Linea Blu: Popolazione; Linea puntata: Confronto dello sviluppo della popolazione dello stato del Brandenburgo; Sfondo grigio: Ai tempi del governo nazista; Sfondo rosso: Al tempo del governo comunista)

| Anno | Abitanti |
| ---- | -------- |
| 1875 | 1 253    |
| 1890 | 1 251    |
| 1910 | 1 426    |
| 1925 | 2 146    |
| 1933 | 2 335    |
| 1939 | 3 537    |
| 1946 | 3 577    |
| 1950 | 3 936    |
| 1964 | 4 125    |
| 1971 | 4 370    |

| Anno | Abitanti |
| ---- | -------- |
| 1981 | 4 465    |
| 1985 | 4 552    |
| 1989 | 4 633    |
| 1990 | 4 657    |
| 1991 | 4 613    |
| 1992 | 4 597    |
| 1993 | 4 650    |
| 1994 | 4 663    |
| 1995 | 4 622    |
| 1996 | 4 645    |

| Anno | Abitanti |
| ---- | -------- |
| 1997 | 4 654    |
| 1998 | 4 653    |
| 1999 | 4 693    |
| 2000 | 4 672    |
| 2001 | 4 660    |
| 2002 | 4 594    |
| 2003 | 4 595    |
| 2004 | 4 730    |
| 2005 | 4 793    |
| 2006 | 4 758    |

| Anno | Abitanti |
| ---- | -------- |
| 2007 | 4 842    |
| 2008 | 4 828    |
| 2009 | 4 791    |
| 2010 | 4 867    |
| 2011 | 4 929    |
| 2012 | 5 001    |
| 2013 | 5 006    |